# 케플러-69c

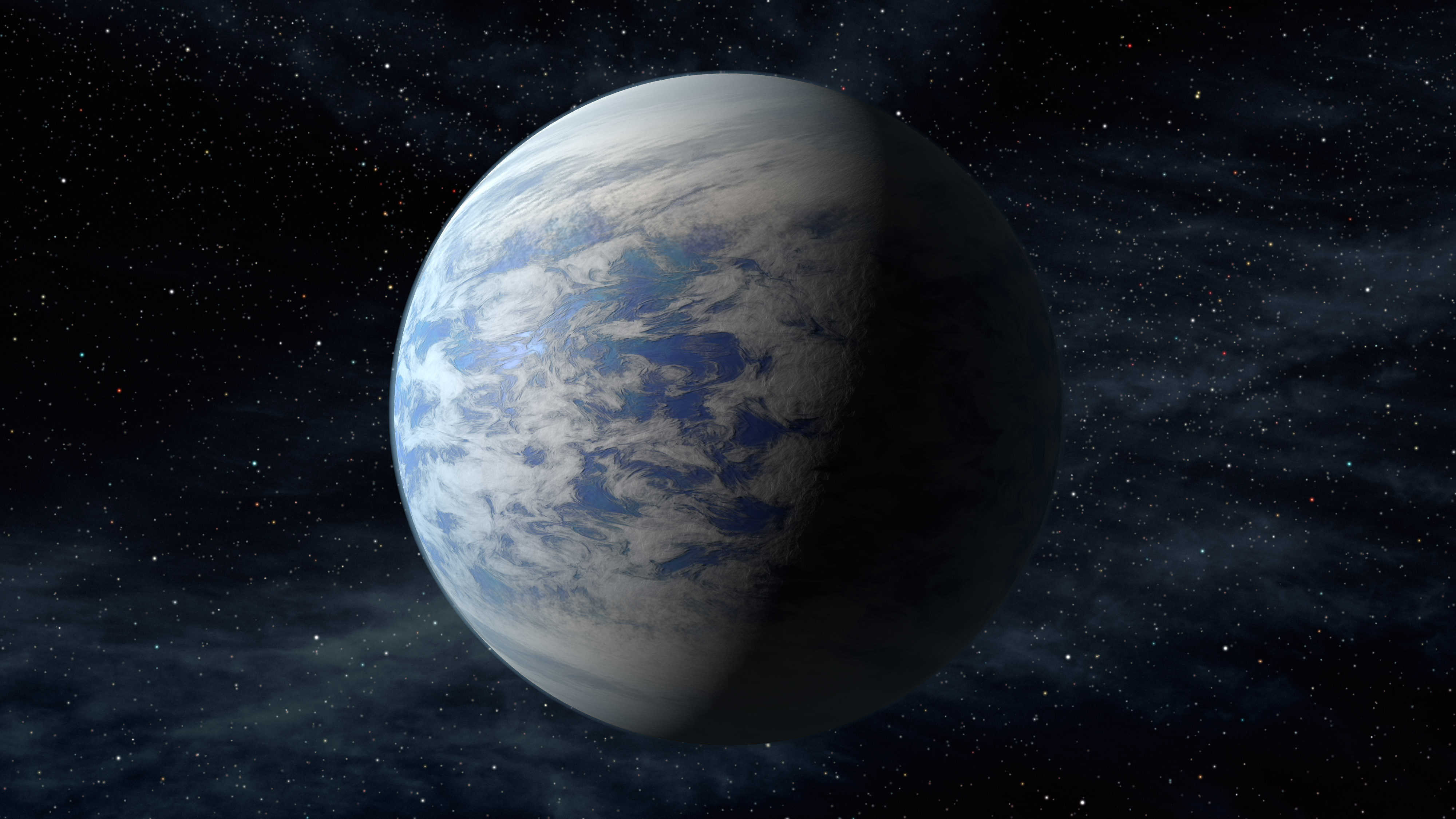

케플러-69c(영어: Kepler-69c), 또는 KOI-172.02는 지구에서 볼 때 백조자리 방향으로 약 2,700광년 떨어진 위치에 있는 태양과 비슷한 G형 주계열성 케플러-69를 공전하고 있는 두 태양계외 행성 중 하나이다.

## 같이 보기
- 사막 행성
- 금성